# Their Honeymoon
Their Honeymoon é um curta-metragem de comédia mudo norte-americano, realizado em 1916, com o ator cômico Oliver Hardy.

## Elenco
- Oliver Hardy - Plump (como Babe Hardy)
- Billy Ruge
- Edna Reynolds
- Ray Godfrey - Sra. Plump
- Frank Hanson